# 文伙泰
文伙泰（1937年—2014年6月19日），香港著名「皇巴士大王」。出身於新界五大氏族之一的新田文氏，為文天祥家族後人。曾任新田鄉鄉事委員會主席、元朗區議會當然議員、新界鄉議局議員及深圳市政協常委。參加1985年香港立法局選舉及1988年香港立法局選舉均告落選。97後經營往來深港過境巴士服務。2014年6月19日在聖德肋撒醫院逝世。